# Яйце (оповідання)
Яйце (англ. The Egg) — оповідання американського письменника Енді Віра, яке він опублікував на своєму сайті. Це його найпопулярніше оповідання, яке було перекладено на більше ніж 30 мов читачами. В 2012 році, твір було адаптовано для короткометражного фільму.

## Сюжет
Оповідь ведеться про двох персонажів, головного героя — «тебе», і Бога від якого ведеться розповідь. «Ти» загинув в автомобільній аварії і зустрічаєш Бога. Він розповідає «тобі» що ти був реінкарнований багато разів до цього, і тепер будеш перевтіленний як китайська селянка з 540 року н. е. Бог тоді пояснює, що «ти» постійно перевтілюєшся і насправді усі люди, які коли-небудь існували, - це твої інкарнації, а таких Богоподібних створінь, як він, існує багато. В кінці розповіді виявляється, що весь всесвіт був створений як яйце для головного персонажа і коли «ти» проживеш усі можливі людські життя, «ти» будеш народжений як Бог.